# 31276 Calvinrieder
31276 Calvinrieder è un asteroide della fascia principale. Scoperto nel 1998, presenta un'orbita caratterizzata da un semiasse maggiore pari a 2,8274504 UA e da un'eccentricità di 0,0557017, inclinata di 0,95841° rispetto all'eclittica.